# Andre Braugher
Andre Keith Braugher, född 1 juli 1962 i Chicago, Illinois, död 11 december 2023 i South Orange, New Jersey, var en amerikansk skådespelare. Han var känd för rollen som Frank Pembleton i TV-serien Uppdrag: mord. Han tilldelades två Emmy-utmärkelser, en av dem för rollen i Uppdrag: mord. Den andra statyetten fick han efter att ha spelat huvudrollen i miniserien Thief, som sändes 2006.
År 2023 avled Braugher, 61 år gammal, av lungcancer.

## Filmografi
| År          | Titel                                     | Info                      |
| ----------- | ----------------------------------------- | ------------------------- |
| 1989        | Ärans män                                 |                           |
| 1989        | Kojak: Ariana                             | TV-film                   |
| 1990        | Kojak: None So Blind                      | TV-film                   |
| 1990        | Dödlig spänning                           | TV-film                   |
| 1990        | Rättegången mot Jackie Robinson           | TV-film                   |
| 1990        | Kojak: It's Always Something              | TV-film                   |
| 1990        | Kojak: Flowers for Matty                  | TV-film                   |
| 1991        | Kojak: Fatal Flaw                         | TV-film                   |
| 1993        | Striking Distance                         |                           |
| 1993 - 1997 | Uppdrag: mord                             | TV-serie                  |
| 1995        | Uppdrag Berlin                            | TV-film                   |
| 1996        | Primal Fear                               |                           |
| 1996        | Get on the Bus                            |                           |
| 1998        | Änglarnas stad                            |                           |
| 1999        | Thick as Thieves                          |                           |
| 1999        | Love Songs                                | TV-film                   |
| 1999        | Passing Glory                             | TV-film                   |
| 1999        | It's The Rage                             |                           |
| 2000        | Uppdrag mord                              | TV-film                   |
| 2000        | Frequency - Livsfarlig frekvens           |                           |
| 2000        | Duets                                     |                           |
| 2000        | A Better Way to Die                       |                           |
| 2001        | Scottsboro: An American Tragedy           | Berättarröst i dokumentär |
| 2002        | Standing in the Shadows of Motown         | Berättarröst i dokumentär |
| 2003        | The Murder of Emmett Till                 | Berättarröst i dokumentär |
| 2003        | Soldier's Girl                            | TV-film                   |
| 2004        | Salem's Lot                               | TV-film                   |
| 2006        | Poseidon                                  |                           |
| 2007        | Live!                                     |                           |
| 2007        | Fantastic Four: Rise of the Silver Surfer |                           |
| 2007        | The Mist                                  |                           |
| 2008        | Passengers                                |                           |
| 2009–2012   | House                                     | TV-serie                  |
| 2013–2021   | Brooklyn Nine-Nine                        | TV-serie                  |
| 2022        | The Good Fight                            | TV-serie                  |